# Hitzläufer
Hitzläufer (niederdeutsch Hitzlöper) ist eine veraltete Bezeichnung für Bernsteinsucher auf Eiderstedt und den Nordfriesischen Inseln. Der Begriff entstand, weil auf einer Sandbank mit dem Namen Hitzsand („Weißsand“, nordfriesisch hitz für „weiß“) in der Nähe von Sankt Peter-Ording sehr viele Bernsteine angespült wurden und sich der Name der Sandbank auf die Sammler als lokale Berufsbezeichnung übertrug.
Hitzläufer, abgeleitet von „Hetzläufer“, ist auch eine alte Bezeichnung für einen Beruf. Der Hetzläufer war, wie der Name nahelegt, ein Bote, Kurier, also einer, der in Hetze von Ort zu Ort lief.